# Куліченко Іван Іванович
Іва́н Іва́нович Куліче́нко (нар. 7 липня 1955, Дніпропетровськ) — народний депутат України 8-го скликання, Дніпропетровський міський голова з 2000 по 2014 роки, Президент Асоціації міст України, голова делегації України в Конгресі Місцевих та регіональних влад Ради Європи (Страсбург).
Куліченко є директором приватного підприємства науково-виробничого торговельного об'єднання «Україна» і «наказним отаманом Полтавської крайової козацької громади українського козацтва».

## Політична кар'єра
2000 року — обраний Дніпропетровським міським головою, на виборах міського голови 2002, 2006, 2010 років був переобраний.
2010 року відмовився брати участь у молебені, що вшановував пам'ять жертв Голодомору.
У лютому 2011 року був одним із чиновників Дніпра, які, згідно з рішенням міської ради депутатів, мали отримувати щомісячну премію у розмірі своєї зарплатні.
2 вересня 2010 року вступив до Партії регіонів. того ж місяця, незважаючи на більшість однопартійців, заявив про необхідність мати лише одну офіційну мову — українську. До вступу до лав «регіоналів» був самовисуванцем, але мав підтримку БЮТ.
Іван Куліченко, тоді ще член партії Регіонів, разом з Євгеном Удодом був одним з організаторів насильницьких дій тітушок і антимайдану під час Революції гідності в Дніпрі.
22 лютого 2014 року, одразу після розстрілу на Майдані після наполягань місцевих жителів написав заяву про вихід з Партії регіонів.
З листопада 2014 року був народним депутатом Верховної ради від фракції «Солідарність» Порошенка.
Куліченко не був переобраний на парламентських виборах 2019 року, як незалежний кандидат цього разу не зміг отримати мандат у окрузі № 28. Цього разу за нього проголосувало 13,49% виборців округу.

## Життєпис
Народився 7 липня 1955 року у Дніпропетровську. Після закінчення школи в 1972 році обрав професію будівельника і вступив до Дніпропетровського інженерно-будівельного інституту.
У 1979 після служби у ЗС СРСР, як інженер був прийнятий на роботу до управління капітального будівництва облвиконкому.
1986 — Куліченка призначили заступником голови планової комісії міськвиконкому. Вся його подальша доля пов'язана з роботою в органах місцевого самоврядування.
1990 — призначений заступником голови міськвиконкому, 1994 — першим заступником міського голови.
2000 — обраний мером Дніпропетровська.
2009 — у інституті (нині Придніпровська академія будівництва та архітектури) Куліченко захистив дисертацію і став кандидатом технічних наук. Куліченко має близько 20 наукових публікацій з питань будівництва та архітектури.

## Державні нагороди
- Орден князя Ярослава Мудрого IV ст. (1 грудня 2016) — за значний особистий внесок у державне будівництво, соціально-економічний, науково-технічний, культурно-освітній розвиток Української держави, вагомі трудові досягнення, багаторічну сумлінну працю[12]

- Орден князя Ярослава Мудрого V ст. (2012)
- Орден «За заслуги» I ст. (2006)
- Орден «За заслуги» II ст. (2001)
- Орден «За заслуги» III ст. (2000)
- Орден святого благовірного князя Данила Московського ІІІ ступеня[13]

- Орден Святого Станіслава ІІІ ступеня (2001)

- Лауреат Всеукраїнської програми «Лідери регіонів» (2002)

## Приватне життя
Іван Іванович Куліченко одружений. Дружину звуть Валентина Федорівна. Вона особистість не публічна. Під час роботи чоловіка у Верховній Раді не стала переїжджати до Києва, а залишилася в рідному Дніпрі.
У Івана Івановича та Валентини Федорівни Куліченко є дві дочки, а також три онуки.
| Міські голови Дніпра     |                      |                          |
| Попередник: Микола Швець | мер Дніпра 1999–2014 | Наступник: Борис Філатов |